# René Capitant
René Marie Alphonse Charles Capitant (ur. 19 sierpnia 1901 w La Tronche, zm. 23 maja 1970 w Suresnes) – francuski prawnik, specjalista w zakresie prawa państwowego i nauk politycznych, polityk i profesor uniwersytetu w Paryżu. Doktor honoris causa Uniwersytetu Łódzkiego (1968).